# فرضیه کورگان

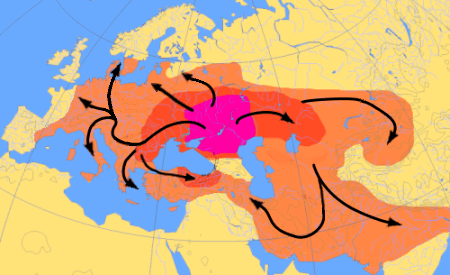

فرضیهٔ کورگان (به انگلیسی: Kurgan hypothesis) یکی از فرضیه‌ها در باب خاستگاه نیاهندواروپاییان است. این فرضیه گرچه در میان فرضیه‌های موجود در این زمینه یکی از شناخته‌شده‌ترین هاست، ولی هنوز هم دربارهٔ آن اختلاف نظر است. به تازگی نیز یافته‌های دانش ژنتیک دو فرضیه آناتولی و قفقاز را مطرح کرده است، به عقیده دکتر دیوید رایش اقوام هندواروپایی که مردمانی قبیله ای بودند، ممکن است از قفقاز سرچشمه گرفته باشند که بعد ها گروهی از انها به اروپای شرقی مهاجرت کردند، که باعث پیدایش فرهنگ یامنا شدند پیدایش این فرهنگ در مهاجرت گسترده اقوام هندواروپایی به اروپای مرکزی و غربی نقش موثری داشت بطوری که امروزه اکثر مردمان قاره اروپا از نوادگان این اقوام هستند..
نخستین‌بار ماریا گیمبوتاس (Marija Gimbutas) در ۱۹۵۶ میلادی، این فرضیه را پیش نهاد. او خاستگاه هندواروپائیان را استپ‌های اورال/ولگا (Uralic/Volgan steppe) معرفی نمود. وی نظریه خود را با توجه به فرهنگی باستان شناختی که او آنرا فرهنگ کورگان (در زبان اسلاوی و ترکی به معنای تپه) می‌نامید، مطرح کرد. نشانهٔ بارز این فرهنگ، نوع خاصی از تپه‌های خاکسپاری بود که در سرتاسر منطقه کشف شده بودند. وی باور داشت که مردمان این فرهنگ جنگجویانی سوارکار بودند که در جنگ‌ها از سلاح برتر استفاده می‌کردند. آنان نخستین کسانی بودند که اسب‌ها را رام کرده و از این توانایی خود برای گسترش فرهنگشان در میان همسایگان خود در اروپای باستان استفاده می‌کردند. گیمبوتاس بر این باوربود که کوچ بزرگ این جنگاوران به سوی اروپا، فرهنگ باستانی اروپا را از زن‌سالاری به سوی پدرسالاری سوق داده‌است. جی پی مالری -که در کل، فرضیهٔ کورگان مورد پذیرش اوست- این نظر را قبول ندارد و آن را ناشی از تصور غلط از تاریخ اروپا می‌داند.